# J. Borges
Pour les articles homonymes, voir Borges.
José Francisco Borges, connu sous le nom d'artiste J. Borges, né le 4 août 1935 à Bezerros (Pernambouc) et mort le 26 juillet 2024 dans la même ville, est un artiste contemporain brésilien, spécialisé en xylographie et en réalisation de folhetos (littérature de cordel). 

## Biographie
En 2014, pour l'exposition Imagine Brazil, J. Borges est invité par Paulo Nazareth.